# Troston
Troston is een civil parish in het Engelse graafschap Suffolk.